# هيلوين
هيلوين (بالإنجليزية: Helloween)‏ هي فرقة موسيقى باور ميتال ألمانية تأسست سنة 1984 في هامبورغ من قبل أعضاء فرق إيرون فيست، وسيكوند هيل جسنتري وباورفول. تألفت تشكيلة الفرقة الأولى من المغني وعازف القيثارة كاي هانسن وماركوس جروسكوبف ومايكل ويكاث وعازف الطبول إنغو شويتشتنبرغ. في عام 1989 ترك هانسن هيلوين لتشكيل كراما راي، تطورت الفرقة إلى خمس أعضاء، مع مايكل كيسكي الذي تولى منصب المنشد الرئيسي. انفصل شويشتنبرغ وكيسك عن هيلوين في عام 1993؛ حيث توفي شويتشتنبرغ بعد ذلك بعامين نتيجة الانتحار. بين ذلك الحين و2016، كان هناك العديد من التغييرات في تشكيلة الفرقة، مما جعل غروسكوبف وويكاث العضوين الوحيدين الأصليين المتبقيين. تشمل التشكيلة الحالية أربعة أخماس مجموعة ألبوم كيبر أوف سيفن كيز: الجزأين الأول والثاني - (1987-1988)، وتضم ثلاثة أعضاء إضافيين، المنشد آندي ديريس (الذي حل محل كيسك في عام 1994)، وعازف الجيتار ساشا غيرستنر وعازف الطبول دانيال لوبلي.
منذ إنشائها أصدرت هيلوين 16 ألبوم استوديو، وثلاثة ألبومات حية، وثلاثة أسطوانات مطولة و30 أغنية فردية، وتم تكريمها بـ 14 جائزة ذهبية وستة بلاتينية وباعت أكثر من عشرة ملايين تسجيل في جميع أنحاء العالم. تمت الإشارة إلى هيلوين على أنهم "آباء باور ميتال "، كما تعتبر واحدة "الأربعة الكبار" في المشهد الألماني المبكر لهذا النوع، جنبًا إلى جنب مع غراف ديغر وراغ ورانين وايلد، وكواحدة من "الأربعة الكبار" في الباور ميتال بشكل عام، جنبًا إلى جنب مع بليند غارديان وساباتون ودراغون فورس.